# Black Sunday (Album)
Black Sunday (englisch für Schwarzer Sonntag) ist das zweite Studioalbum der US-amerikanischen Rap-Gruppe Cypress Hill. Es erschien am 19. Juli 1993 über die Labels Ruffhouse und Columbia Records. Mit unter anderem einer vierfachen Platin-Auszeichnung in den USA für mehr als vier Millionen verkaufte Exemplare ist es bis heute das erfolgreichste Album der Gruppe.

## Covergestaltung
Das Albumcover ist sepiafarben. Es zeigt einen Hügel, der von Grabsteinen übersät ist und auf dessen Spitze ein Baum steht. Im Vordergrund sieht man Totenschädel. Rechts oben befinden sich die Schriftzüge Cypress Hill und Black Sunday.

## Titelliste
| Professionelle Bewertungen | Professionelle Bewertungen |
| -------------------------- | -------------------------- |
| Kritiken                   |                            |
| Quelle                     | Bewertung                  |
| Rolling Stone              | [ 2 ]                      |
| allmusic                   | [ 3 ]                      |

| #  | Titel                           | Produzent | Länge |
| -- | ------------------------------- | --------- | ----- |
| 1  | I Wanna Get High                | DJ Muggs  | 2:55  |
| 2  | I Ain’t Goin’ Out Like That     | T-Ray     | 4:28  |
| 3  | Insane in the Brain             | DJ Muggs  | 3:33  |
| 4  | When the Shit Goes Down         | DJ Muggs  | 3:09  |
| 5  | Lick a Shot                     | DJ Muggs  | 3:24  |
| 6  | Cock the Hammer                 | DJ Muggs  | 4:24  |
| 7  | Lock Down (Skit)                | DJ Muggs  | 1:18  |
| 8  | 3 Lil’ Putos                    | DJ Muggs  | 3:40  |
| 9  | Legalize It (Skit)              | DJ Muggs  | 0:47  |
| 10 | Hits from the Bong              | DJ Muggs  | 2:41  |
| 11 | What Go Around Come Around, Kid | DJ Muggs  | 3:42  |
| 12 | A to the K                      | DJ Muggs  | 3:28  |
| 13 | Hand on the Glock               | DJ Muggs  | 3:32  |
| 14 | Break ’Em Off Some              | DJ Muggs  | 2:47  |

## Kommerzieller Erfolg

### Chartplatzierungen und Singles
Das Album stieg in der 32. Kalenderwoche des Jahres 1993 auf Position 87 in die deutschen Charts ein. In den folgenden Wochen stieg es stetig und verzeichnete mit Platz 36 den höchsten Rang. Insgesamt hielt sich Black Sunday 27 Wochen in den Top 100. In den USA erklomm das Album auf Anhieb die Spitzenposition und konnte sich insgesamt 56 Wochen in den Charts halten.
Als Singles wurden Insane in the Brain (DE #93, 3 Wo.), When the Shit Goes Down, I Ain’t Goin’ Out Like That und Lick a Shot ausgekoppelt. Insane in the Brain ist bis heute einer der bekanntesten Songs der Gruppe und erhielt in den USA Dreifach-Platin.

### Auszeichnungen für Musikverkäufe
| Land/Region                  | Auszeichnungen für Musikverkäufe (Land/Region, Auszeichnung, Verkäufe) | Verkäufe  |
| ---------------------------- | ---------------------------------------------------------------------- | --------- |
| Australien (ARIA)            | Gold                                                                   | 35.000    |
| Kanada (MC)                  | 3× Platin                                                              | 300.000   |
| Neuseeland (RMNZ)            | 3× Platin                                                              | 45.000    |
| Schweiz (IFPI)               | Gold                                                                   | 25.000    |
| Vereinigte Staaten (RIAA)    | 4× Platin                                                              | 4.000.000 |
| Vereinigtes Königreich (BPI) | Platin                                                                 | 300.000   |
| Insgesamt                    | 2× Gold · 11× Platin ·                                                 | 4.705.000 |